# Каваккьоли, Энрико
Энрико Каваккьоли (итал. Enrico Cavacchioli; 15 марта 1885, Поццалло — 4 января 1954, Милан) — итальянский драматург, журналист, поэт, либреттист

, редактор и критик.
Один из наиболее ярких представителей театра «гротеска».

## Биография
Журналист. Был критиком газеты «Il Secolo», редактором журналов «Il Mondo» (1914—1919), «Secolo Illustrato» (1925—1926 и 1928—1930) и театрального журнала «Comoedia», редактором туринской газеты «La Stampa» и «L’Illustrazione Italiana» (1935—1939). После Второй мировой войны редактировал «Gazzetta di Parma» (1949—1951).

## Творчество
В начале творчества находился под влиянием Г. Д’Аннунцио, был близок к группе туринских поэтов Crepuscolari («сумеречной» поэзии), для которой характерны в противопоставление пышной риторике и традиционализму XIX века приглушенная меланхолическая тональность и подчеркнутая разочарованность в жизни.
Позже на драматургию Э. Каваккьоли оказали влияние пьесы Л. Андреева и футуристические «теории» Ф. Маринетти. В 1909 году был в числе подписавших «Манифест футуризма».
Известность драматургу принесла его «гротескная» пьеса «Райская птица» (1919, театр Талли, Турин). Э. Каваккьоли принадлежат пьесы:
- «Та, что на тебя похожа» (1919, театр «Альфьери», Турин),
- «Танец живота» (1921, театр «Мандзони», Милан),
- «Верблюд» (1929, театр «Никколини», Флоренция),
- «Оазис» (1935, театр Сан-Ремо) и др.

Для драматургии Э. Каваккьоли характерен подчёркнутый субъективизм, стремление «эпатировать» буржуазию. Однако в своих «гротесках» Э. Каваккьоли никогда не выходит за узкие рамки буржуазной морали.
Похоронен на Миланском монументальном кладбище.